# 泰式千层糕
泰式千层糕（泰語： 發音：[kʰānǒm t͡ɕʰán]；RTGS：khanom chan），直译即层糕，是用木薯粉、大米粉、椰浆等原料制作的甜点，源自泰国的素可泰时期。
千层糕是泰国颇为流行的甜点，常常在仪式典礼上提供。其质地光滑而黏稠，香气四溢，口味略甜；因加入椰奶的缘故稍显油腻。

## 起源
千层糕的泰文原文由（khanom）和（chan）两个单词组成，意思分别是“糕点”和“层”。
千层糕起源自素可泰王国时期，当时的暹罗和中国及印度有频繁贸易往来，文化交融。这也令到暹罗人有更多品种的原料来制作食物。

## 食用场合
千层糕常出现在正式的仪式典礼场合。在规格完整的情况下，层糕至少有九层。在泰语中，数字九（泰語： kao）和高升（ก้าว）同音，因此九层糕象征着生活富足，仕途高升。
泰国人认为千层糕有积极内涵，因此它常出现在典礼仪式场合，如家庭慈善聚会或婚礼等；九层或以上的糕点寓意着幸福和进步。正因此千层糕亦有“天层糕”（ khanom chan farh）的别名。

## 原料
层糕的原料包括木薯粉、竹芋粉、米粉、绿豆粉、食糖、椰奶，及用于上色的七叶兰等。
用木薯粉制作的层糕柔软粘稠，晶莹剔透。使用竹芋粉制作则会更加粘稠，但外观上不如前者透明。米粉和绿豆粉可以让糕点更有韧性。